# 태양은 지지 않는다
《태양은 지지 않는다(太陽は沈まない 타이요와 시즈마나이[*])》는 2000년 후지 TV에서 방송된 일본 드라마이다. 한국에는 온스타일에서 방송됐다.

## 줄거리
오코노미야키 가게를 운영하는 마사키 테루코는 강아지를 데리고 산책하러 나갔지만 돌아오지 않고 그날 밤 병원에서 사망했다. 그러나 화장이 끝난 테루코의 시신에서 메스가 발견되고 엄마의 죽음에 의문을 느낀 아들 나오는 변호사 키리노 세츠와 병원의 의료 사고에 대해 조사해 나간다.

## 등장 인물
- 마사키 나오: 타키자와 히데아키

고등학교 3학년 검도부이며 부모님은 오코노미야키 가게를 하고 있다.
- 키리노 세츠: 마츠유키 야스코

나오아 함께 사건을 파헤치는 변호사이다. 테루코와
- 이세타니 아미: 유카

나오를 좋아하는 고등학교 2학년.
- 마사키 시로: 비토 이사오

나오의 아버지.
- 마사키 유코: 사토 히토미

나오의 누나
- 마사키 루나:

나오의 여동생
- 미나미 에츠시: 쿄모토 마사키

미사키 테루코의 수술을 담당한 의사이다.
- 기타야마: 다카하시 히토미

간호주임. 이세타니와 불륜 관계이다.
- 이세타니: 오스기 렌

이세타니 아미의 아버지. 쇼에이 종합병원의 외과부장이자 차기 원장후보이다.
- 이케자와 변호사: 츠루미 신고

키리노의 예전 동료로 병원에서 새로 고용한 변호사이다.
- 소년 (제6화): 아카니시 진
- 마사키 테루코: 다케시타 게이코

나오의 엄마. 개와 산책하러 나가고 다음 날 쇼에이 종합병원에서 사망했다.

## 주제가
- 주제가: 엘튼 존 〈Goodbye Yellow Brick Road〉
- 삽입곡: 타키자와 히데아키 〈JOURNEY〉

## 방송일·부제목·시청률
|            | 방송일          | 부제목                          | 시청률 |
| ---------- | --------------- | ------------------------------- | ------ |
| 제1화      | 2000년 4월 13일 | 엄마는 왜 죽은걸까              | 20.9%  |
| 제2화      | 2000년 4월 20일 | 나는 병원과 싸울거야!           | 17.5%  |
| 제3화      | 2000년 4월 27일 | 흠뻑 젖은 채 껴안은 사람        | 17.7%  |
| 제4화      | 2000년 5월 4일  | 이별의 눈물과 키스              | 14.9%  |
| 제5화      | 2000년 5월 11일 | 엄마 목숨의 가격                | 15.3%  |
| 제6화      | 2000년 5월 18일 | 배신과 이별                     | 17.0%  |
| 제7화      | 2000년 5월 25일 | 정말 좋아하는 사람은            | 15.7%  |
| 제8화      | 2000년 6월 1일  | 엄마, 재판이 시작돼!            | 13.7%  |
| 제9화      | 2000년 6월 8일  | 엄마를 죽인 또 1명의 남자       | 15.1%  |
| 제10화     | 2000년 6월 15일 | 충격적인 진실! 태양이 가라앉다. | 15.8%  |
| 최종화     | 2000년 6월 22일 | 태양이란? 운명의 대결           | 20.8%  |
| 평균시청률 | 평균시청률      | 평균시청률                      | 16.9%  |